# Äkta hjärtan
Äkta hjärtan är den svenska folkrockgruppen Perssons Packs tredje album och gavs ut i oktober 1991. Bandet bytte skivbolag och producent till albumet. De lämnade Anders Burman och skrev kontrakt med EMI. Albumet producerades av Kjell Andersson, som även gjorde omslaget, och Gundars Rullis. Äkta hjärtan spelades in i Stockholm och uppfattades som ett nytt, mer fylligt och genomproducerat sound jämfört med deras tidigare skivor. Den blev något av ett genombrott för bandet. Parallellt med att skivan spelades in gjorde bandet också flera inspelningar på svenska visor, som gavs ut på skivan Svenska hjärtan: svarta ballader och fördömda sånger i januari 1992. CD-singeln Nyårsafton i New York/Balladen om kråkguldet hade extraspåret "Hotellägarinnans söta dotter".

## Låtlista
Samtliga låtar skrevs av gruppens frontfigur Per Persson.
| Nr  | Titel                               | Längd |
| --- | ----------------------------------- | ----- |
| 1.  | Tusen dagar härifrån                | 4:11  |
| 2.  | Äkta hjärtan                        | 4:40  |
| 3.  | Fribacka Väg                        | 3:56  |
| 4.  | Nyårsafton i New York               | 4:28  |
| 5.  | Ett paradis längre ner              | 5:06  |
| 6.  | Somna in                            | 3:54  |
| 7.  | Ditt grönaste gräs                  | 4:23  |
| 8.  | En morgon mellan bergen             | 2:52  |
| 9.  | Skålen för er                       | 4:16  |
| 10. | Genom ögon så blå                   | 3:58  |
| 11. | Rio Libre                           | 3:55  |
| 12, | Gud, kan du verkligen mena det här? | 4:01  |

## Medverkande

### Perssons Pack
- Per Persson - gitarr och sång
- Magnus Lindh - dragspel, Hammondorgel, piano och kör
- Magnus Adell - bas, trummaskinprogrammering och kör.

### Övriga
- Ingemar Dunker - trummor och slagverk
- Pelle Sirén - gitarr, mandolin och bouzouki
- Jesper Lindberg - steelguitar och banjo
- Johan Setterlind - trumpet
- Micke "Syd" Andersson och Örjan Stenbom - kör
- Jakob Hellman - Sång (Tusen dagar härifrån)
- Magnum Coltrane Price - Sång (Nyårsafton i New York)